# Nemapogon orientalis
Nemapogon orientalis är en fjärilsart som beskrevs av Petersen 1961. Nemapogon orientalis ingår i släktet Nemapogon och familjen äkta malar.
Artens utbredningsområde är Libanon. Inga underarter finns listade i Catalogue of Life.